# Río Esperanza (vattendrag i Chile)
Río Esperanza är ett vattendrag i Chile.   Det ligger i regionen Región de Magallanes y de la Antártica Chilena, i den södra delen av landet, 2 200 km söder om huvudstaden Santiago de Chile.
Omgivningen kring Río Esperanza består i huvudsak av gräsmarker. Området är nästan obefolkat, med mindre än två invånare per kvadratkilometer.